# Àngels Margarit i Viñals
Àngels Margarit i Viñals (Terrassa, Vallès Occidental, 1960) és una ballarina, coreògrafa i pedagoga catalana de dansa contemporània. Des de desembre de 2016 és la directora del Mercat de les Flors.

## Biografia
Va néixer el 1960 a la ciutat de Terrassa, població situada a la comarca del Vallès Occidental.
Àngels Margarit, pertany a la primera generació de ballarins contemporanis sorgida a finals dels 70 de l'Institut del Teatre de Barcelona, després va continuar els seus estudis a distints llocs d'Europa i a New York.

## Carrera artística
Durant 30 anys de carrera, Àngels Margarit s'ha dedicat a la interpretació, a la coreografia i a la pedagogia.
Del 1979 fins al 1984, va formar part del grup col·lectiu Heura, un dels grups pioners i referent de la dansa al nostre país, que va projectar-se més enllà de les nostres fronteres i va guanyar prestigiosos premis internacionals del moment. En el si d'Heura es va iniciar com a coreògrafa i cal esmentar, especialment, Temps al Biaix (1981), primer espectacle de dansa del país concebut com una sola peça. Després de cinc anys amb aquest col·lectiu, decideix començar un treball propi i crea Mudances (1985), una peça per a cinc ballarines que donarà nom a la companyia, Mudances..
Paral·lelament, s'associa amb altres coreògrafs per obrir Bugé centre d'activitats de dansa (1984), local que ha sigut centre de formació per a molts dels professionals actuals.
La companyia es dedica a la creació contemporània en diferents formats escènics i els eixos d'interès són, d'una banda, la dansa i l'espai i, de l'altra, la investigació del llenguatge de la dansa. Des de l'inici, el seu treball inclou la recerca i la interrelació amb altres disciplines artístiques com la música, la fotografia o el vídeo. Ja amb els primers espectacles va entrar a l'escena internacional, on presenta la seva obra amb regularitat. La vintena d'espectacles que ha creat han estat coproduïts i presentats a festivals i programacions d'Europa, els EUA, l'Amèrica del Sud, el Canadà, Austràlia i el Japó.
L'any 1993 fou guardonada amb el Premi Ciutat de Barcelona en la categoria d'Arts Escèniques, el 1996 amb el Premi Nacional de Dansa concedit per la Generalitat de Catalunya.
Com a pedagoga ha impartit cursos, tallers i repertori a Espanya, França, Alemanya, Finlàndia, Canadà, Colòmbia i Veneçuela, i ha dirigit el Conservatori Superior de Dansa (CSD) de l'Institut del Teatre de Barcelona, durant 2006/07.
Al llarg de la seva trajectòria ha rebut nombrosos premis com el Grand Prix du Concours Choregraphique de Bagnolet el 1988 per Kolbebasar, el Premi Nacional de Dansa de Catalunya,en dues ocasions, el 1986 per Mudances i el 1991 per Atzavara. El Premi Ciutat de Barcelona d'Arts Escèniques el 1993 per Corol·la, i el 2010 va guanyar el Premio Nacional de Danza entre d'altres.
Invitada per l'Ajuntament de Terrassa, conceptualitza Tensdansa, festival internacional de dansa de Terrassa, i n'és directora artística des del 2003 fins al 2007

## Obra
La trajectòria que la ballarina i coreògrafa va iniciar els anys vuitanta és un recorregut fascinant que parteix del rigor i l'estructura de les primeres peces, per desplegar-se successivament en atmosferes i sensualitats, i viatja des de la vigorosa arquitectura del moviment i el rigor minimalista cap a l'espai de la sensualitat del Mediterrani. Margarit es va situar, ja des d'un primer moment, al nivell de les avantguardes europees i, amb les seves propostes de referència, al llarg de més de vint-i-cinc anys ha anat enriquint aquestes avantguardes. Per Margarit, la dansa desvetlla l'espai, és l'art que ens permet mirar, habitar, experimentar l'espai. I la dansa és, també, memòria corporal i pensament físic, immediata i necessària com un glop d'aigua quan es té set... infinita, perquè cada cos és únic i diferent.

### Coreografies
| - 1985: Mudances - 1988: Kolbebasar - 1989: Solo per a habitació d'hotel - 1991: Atzavara - 1992: Corol·la - 1992: Grevenhofkai - 1993: Suite d'estiu - 1995: Saó - 1996: Arbre de te - 1998: Tèrbola - 1999: L'edat de la paciència - 2000: L'edat de la paciència/00 - 2000: Peces mentideres - 2001: El somriure | - 2002: Origami - 2003: Estances - 2004: Urbs - 2005: Solo por placer - 2006: Larandland - 2007: Arbraçada - 2008: Flexelf - 2010: Retrospectiva 25 anys Mudances - 2011: From B to B - 2011: Órbitas y Derivas - 2012: NEXT - 2013: Capricis |